# 香月秀雄
香月 秀雄（かつき ひでお、1916年10月13日 - 1992年8月14日）は、日本の医学者。初代放送大学長、千葉大学名誉教授。専門は、外科学。医学博士。東京都生まれ。
千葉大学学長、国立大学協会副会長、大学設置審議会会長、放送大学初代学長/同学園第2代理事長を歴任。

## 略歴
- 1916年 - 東京都に生まれる
- 1992年 - 死去

### 学歴
- 1931年 - 千葉医科大学医学部卒業

### 職歴
- 1948年4月 - 千葉医科大学医学部助手
- 1949年5月 - 千葉大学医学部助手 (新制千葉大学発足のため)
- 1962年4月 - 千葉大学医学部教授
- 1976年4月 - 千葉大学長（1982年6月まで）
- 1983年4月 - 放送大学長（1989年4月まで）
- 1983年7月 - 放送大学学園理事長（1986年7月まで）

#### 兼職
国立大学協会副会長、大学設置審議会会長などを歴任し、共通一次実施に尽力した。

## 受賞・栄典
- 紫綬褒章（1982年）
- Excellent Prize of Cinena Sect（1989年）
- 勲一等瑞宝章（1989年）[2]

## 社会的活動
- 国立大学協会副会長
- 大学設置審議会会長

## 研究分野
- 外科学

## 著書
- 「外科治療学」
- 「人間の病気」放送大学、1990.1

## 共編著
- 日本外科手術全書 梶谷鐶 青柳安誠 赤倉一郎 宮本忍 塩沢正俊 篠井金吾 鈴木千賀志 河合直次 香月秀雄 日本外科手術全書刊行会 1960